# Saison 2025-2026 des Trail Blazers de Portland
La saison 2025-2026 des Trail Blazers de Portland est la 56e saison de la franchise au sein de la National Basketball Association (NBA).

## Draft
| Tour | Choix | Joueur        | Poste | Nationalité | Provenance                  |
| ---- | ----- | ------------- | ----- | ----------- | --------------------------- |
| 1    | 11    | Cedric Coward | SF    | États-Unis  | Cougars de Washington State |

## Matchs

### Summer League
| Summer League Total: 3-2 |

| Match | Date match | Équipe              | Score    | Meilleur marqueur    | Meilleur rebondeur    | Meilleur passeur    | Lieux Spectateurs      | Série |
| ----- | ---------- | ------------------- | -------- | -------------------- | --------------------- | ------------------- | ---------------------- | ----- |
| 1     | 11 juillet | San Antonio         | V 106-73 | Rayan Rupert (23)    | Bouknight, Rupert (9) | Hansen Yang (5)     | Thomas & Mack Center 0 | 1 - 0 |
| 2     | 12 juillet | Memphis             | D 86-96  | Sidy Cissoko (20)    | Tyson, Yang (5)       | James Bouknight (4) | Thomas & Mack Center 0 | 1 - 1 |
| 3     | 15 juillet | La Nouvelle-Orléans | V 93-87  | Rayan Rupert (24)    | Caleb Love (12)       | Trois joueurs (5)   | Cox Pavilion 0         | 2 - 1 |
| 4     | 17 juillet | Houston             | V 102-83 | James Bouknight (25) | Hansen Yang (8)       | Hansen Yang (5)     | Cox Pavilion 0         | 3 - 1 |
| 5     | 19 juillet | Phoenix             | D 87-111 | Rayan Rupert (14)    | Rayan Rupert (8)      | Trois joueurs (4)   | Cox Pavilion 0         | 3 - 2 |

### Pré-saison
| Pré-saison Total: 0-0 (Domicile : 0-0; Extérieur : 0-0) |

### Saison régulière
| Saison régulière Total: 0-0 (Domicile : 0-0; Extérieur : 0-0) |